# Exaustão pelo calor
A exaustão por calor é a resposta do corpo a uma excessiva perda de água e sal, geralmente através da transpiração excessiva. Os sintomas incluem dor de cabeça, náusea, tontura, transpiração, e aumento da temperatura corporal, mas não mais do que 40.5°C (104°F). O aparecimento pode ser rápido ou pode ocorrer ao longo de vários dias. Se não houver o tratamento, a insolação pode acontecer.
A causa é geralmente as altas temperaturas com a ingestão de liquido insuficiente. Os fatores de riscos incluem idade avançada, jovens, pressão alta, e o intenso exercício. É um tipo de doença relacionada ao calor de severidade moderada. Ao contrário da insolação, que não está associada com à confusão mental.
O gerenciamento envolve a mudança para um ambiente fresco, bebendo líquidos frios, e colocando água fria no corpo.O exercício deve ser parado e a exposição direta ao sol deve ser evitado. É recomendado uma avaliação em um serviço de emergência. A aclimatação térmica e treino físico podem diminuir o risco.
A exaustão por calor afeta milhões de pessoas por ano. Representa cerca de 4 a cada 10,000 visitas no serviço de emergência dos Estados unidos. A doença relacionada ao calor esta prevista que se torne significantemente mais comuns nas próximas décadas. Planejamento recomendado para ondas de calor, incluindo a disponibilidade do espaço ao ar condicionado, é recomendado.